# Archibaccharis
Archibaccharis är ett släkte av korgblommiga växter. Archibaccharis ingår i familjen korgblommiga växter.

## Dottertaxa tillArchibaccharis, i alfabetisk ordning[1]
- Archibaccharis albescens
- Archibaccharis almedana
- Archibaccharis androgyna
- Archibaccharis asperifolia
- Archibaccharis auriculata
- Archibaccharis blakeana
- Archibaccharis breedlovei
- Archibaccharis caloneura
- Archibaccharis campii
- Archibaccharis corymbosa
- Archibaccharis flexilis
- Archibaccharis glakeana
- Archibaccharis hieracioides
- Archibaccharis hirtella
- Archibaccharis intermedia
- Archibaccharis jacksonii
- Archibaccharis lineariloba
- Archibaccharis lucentifolia
- Archibaccharis macdonaldii
- Archibaccharis nephocephala
- Archibaccharis nicaraguensis
- Archibaccharis peninsularis
- Archibaccharis pringlei
- Archibaccharis salmeoides
- Archibaccharis schiedeana
- Archibaccharis serratifolia
- Archibaccharis simplex
- Archibaccharis standleyi
- Archibaccharis subsessilis
- Archibaccharis taeniotricha
- Archibaccharis trichotoma
- Archibaccharis tuxtlensis
- Archibaccharis venturana
- Archibaccharis veracruzana
- Archibaccharis vesticaulis